# Říjen 2014
1. října – středa 
 Mezinárodní trestní tribunál pro bývalou Jugoslávii: Bývalý prezident Republiky Srbské Radovan Karadžić obžalovaný z válečných zločinů a zločinů proti lidskosti ve své závěrečné řeči odmítl, že by vydal rozkaz k Srebrenickém masakru.
 Válka na východní Ukrajině: Nejméně 16 civilistů bylo zabito během ostřelování východoukrajinského Doněcku. Dělostřelecké granáty zasáhly autobusovou zastávku a okolí základní školy.
2. října – čtvrtek 
 Vojenská intervence proti Islámskému státu: Turecký parlament autorizoval vojenské operace turecké armády proti silám Islámského státu na území Sýrie a Iráku.
 Národní úřad pro oceán a atmosféru vyfotografoval na pobřeží Aljašky největší zaznamenané shromáždění 35 000 mrožů ledních, kteří se na pobřeží zdržují z důvodu nepřítomností ledových ker v Čukotském moři. Plovoucího ledu je v moři nejméně od roku 1979.
 Válka na východní Ukrajině: Vyšetřovací výbor Ruské federace zahájil trestní stíhání velitelů ukrajinské armády, které vinní z genocidy ruzkojazyčného obyvatelstva v Donbasu.
3. října – pátek 
 Science: Britsko-belgické vědecké týmy vysledovaly počátek celosvětové pandemie viru HIV do konžské Kinshasy v roce 1920.
 Poprvé v historii porodila 36letá švédská žena zdravé dítě po transplantaci dělohy.
 Vojenská intervence proti Islámskému státu: Teroristé z Islámského státu popravili britského humanitárního pracovníka Alana Henninga uneseného minulý rok v prosinci.
4. října – sobota 
 Policie zadržela 19 lidí včetně příslušníků triády, kteří napadli protesty pro-demokratických aktivistů v oblasti Mongkok v Kowloonu.
 Švédsko uznalo Palestinu jako nezávislou zemi.
 Lotyšské parlamentní volby vyhrála vládní koalice premiérky Laimdoty Straujumy. Neúspěšnější stranou je Centrum shody zastupující ruskou menšinu.
 Zemřel Jean-Claude Duvalier, bývalý doživotní prezident Haiti.
5. října – neděle 
 Formule 1 v roce 2014: Jules Bianchi z týmu Marussia F1 utrpěl život ohrožující zranění hlavy pří nehodě na Grand Prix Japonska.
 Při sebevražedném útoku v hlavním městě Čečenska Grozném byli zabiti čtyři policisté.
 V Brazílii proběhly všeobecné volby, guvernérů, parlamentu a prezidenta. Nejvíce hlasů získali současná prezidentka Dilma Rousseffová a sociálnědemokratický kandidát Aécio Neves. Druhé kolo prezidentských voleb proběhne 26. října.
 Občanská válka v Somálsku: Jednotky Africké unie a somálské vlády obsadily přístav Barawe, poslední baštu Aš-Šabábu na jihovýchodním pobřeží země.
 Parlamentní volby v Bulharsku vyhrála proevropská strana GERB bývalého premiéra Bojka Borisova následovaná socialisty a stranou zastupující práva turecké menšiny.
6. října – pondělí 
 Nobelovu cenu za fyziologii nebo lékařství získali britský neurolog John O'Keefe a norští neurofyziologové May-Britt Moserová s manželem Edvardem Moserem za objevení buněk, které vytvářejí mozkový systém určování polohy, odpovědný za orientaci v prostoru.
 V Praze byl pro běžnou dopravou otevřený Trojský most spojující čtvrti Holešovice a Troja. Most je určen pro pěší, cyklistickou, automobilovou a tramvajovou dopravu.
 Mexická drogová válka: Po nálezu masového hrobu s 28 těly u města Iguala ve státě Guerrero bylo obviněno 29 lidí včetně příslušníků místní policie. Těla mohou patřit některým z 43 vysokoškolských studentů, kteří byli minulý týden uneseni po střetech s místní policii.
 Velká epidemie eboly: Španělsko přiznalo první přenos eboly na evropském území. Nakaženou je sestra z madridské kliniky Carlose III., která se starala o misionáře P. Dr. Manuela Garcíu Vieja OH († 25. září), který byl již nemocný převezen do Španělska ze Sierry Leone.
7. října – úterý 
 Nobelovu cenu za fyziku získali za vynález modrých LED diod japonští fyzikové Isamu Akasaki, Hiroši Amano a americký fyzik Šúdži Nakamura.
8. října – středa 
 Úřadující keňský prezident Uhuru Kenyatta stanul před Mezinárodním trestním tribunálem v Haagu. Je obviněn ze zločinů proti lidskosti, kterých se měl dopustit během povolebního násilí v roce 2007.
 Nobelovu cenu za chemii získali Američané Eric Betzig, William Moerner a Němec Stefan Hell za vývoj mikroskopu s vysokým rozlišením.
 Cenu Evropské unie za literaturu za knihu Dějiny světla o Františku Drtikolovi obdržel Jan Němec.
 Prezident Miloš Zeman jmenoval Karlu Šlechtovou ministryní pro místní rozvoj ve vládě Bohuslava Sobotky.
9. října – čtvrtek 
 Fakultní nemocnice Bulovka přijala muže trpícího horečkou a dehydratací, který se před 22 dny vrátil z pracovní cesty do Libérie ležící v oblasti epidemie viru ebola. Výsledky krevních testů jsou negativní.
 Hongkongská vláda odmítla rozhovory se studenty ohledně změny volebního systému.
 Nejméně 63 protivládních ší'itských demonstrantů zemřelo při sebevražedném útoku v jemenské metropoli San'á. Podezření z útoku padá na radikální salafístickou organizaci Al-Káida.
 Nobelovu cenu za literaturu získal francouzský spisovatel Patrick Modiano.
 Nature: Australsko-indonéský tým vědců určil stáří jeskyních maleb na ostrově Sulawesi na 39 900 let. Jde tak o nejstarší nalezené vyobrazení zvířete; babirusy.
10. října – pátek 
 Zemřel 78letý herec, dramatik, bývalý disident a signatář Charty 77 Pavel Landovský. Příčinou smrti byl infarkt.
 Nobelovu cenu za mír získali pákistánská bojovnice za vzdělání žen Malála Júsufzajová a indický bojovník proti dětské práci Kajláš Satjárthí.
 Mexická drogová válka: Další masové hroby byly objeveny v Iguala v mexickém státě Guerrero, kde je po střetech s místní policejní mafii pohřešováno 43 studentů. Na pořádek ve městě dohlíží federální orgány.
 V Česku začaly volby do zastupitelstev obcí a částečné senátní volby.
11. října – sobota 
 Tajfun Vongfong, nejsilnější tropická cyklóna roku 2014, zeslábla a míří k ostrovu Okinawa, zatímco prefekturu Aomori na severu ostrova Honšú zasáhlo zemětřesení o síle 6,3 stupně Richterovy stupnice.
 Novým belgickým premiérem se po šestiměsíčním vyjednávání stal Charles Michel. Ve věku 38 let je tak nejmladším premiérem od roku 1840.
 Americká letiště zahájila skenovaní tělesné teploty cestujících z Guiney, Sierra Leone a Libérie, zatímco počet obětí probíhající epidemie viru ebola vystoupal na 4 000.
12. října – neděle 
 Velká pardubická 2014: V pořadí 124. ročník Steeplechase, Velká pardubická vyhrála klisna Orphee des Blins žokeje Jana Faltejska.
 Ruský prezident Vladimir Putin nařídil stažení 17 600 příslušníků ruské armády z Rostovské oblasti u hranic s Ukrajinou.
 Cyklon Hudhud (dudek) zasáhl indické státy Ándhrapradéš a Urísa. Statisíce lidí byly evakuovány.
13. října – pondělí 
 Nobelovu cenu za ekonomii získal francouzský ekonom Jean Tirole za analýzu tržní síly a regulace trhu.
 Bolivijské prezidentské volby vyhrál současný prezident Evo Morales.
 Válka na východní Ukrajině: Vůdce Doněcké lidové republiky Pavel Gubarev byl vážně zraněn při atentátu.
14. října – úterý 
 Čeští astronomové po 20 letech objevili meteority z bolidu Benešov. Poté co vypočítali jeho dráhu.
 Žena trpící schizofrenii pobodala na obchodní akademii ve Žďáru nad Sázavou tři studenty a zasahujícího policistu. Jeden ze studentů útok nepřežil. Žena skončila ve vazbě.
 Turecké letectvo provedlo nálety na pozice Kurdské strany pracujících na jihovýchodě země. Jde o první takovou akci od zahájení mírových rozhovorů mezi tureckou vládou a Kurdy.
 Somálská vláda po dvacetileté občanské válce obnovila provoz pošty.
15. října – středa 
 Cyklon Hudhud způsobil v Nepálu neočekávanou sněhovou bouři, která usmrtila 21 lidí včetně zahraničních horolezců vystupujících na horu Annapurna. 60 horolezců bylo nepálskou armádou evakuováno, desítky lidí se pohřešují.
 Hongkongská policie strhala barikády protestujících v tunelu Lung Wo a zadržela 45 demonstrantů protestujících proti volební reformě a současné administrativě Hongkongu.
 Kvalifikační zápas Albánské a Srbské fotbalové reprezentace byl předčasně ukončen po potyčkách vzniklých po stržení vlajky Velké Albánie propašované nad stadion dronem. UEFA zahájila vyšetřování incidentu.
 U druhého zdravotníka ošetřujícího zesnulého Thomase Duncana se projevili příznaky onemocnění virem ebola. Zdravotní sestry z dallaské nemocnice tvrdí, že po přijetí nakaženého pacienta pracovaly bez ochranného oděvu a informace jak s nakaženým pracovat.
16. října – čtvrtek 
 Operace Inherent Resolve: Kurdské milice vytlačily za letecké podpory amerického letectva bojovníky Islámského státu z většiny budov ve městě Kobani. Boje si vyžádaly stovky mrtvých. Naopak v sunnity obývaném guvernorátu Anbár v západním Iráku obklíčili bojovníci ISIL významnou leteckou základnu.
 Velvyslankyně Ghany v Česku podá stížnost na postup českých úřadů v případě ghanského studenta nakaženého Rhinovirem. Student byl v sobotu zajištěn speciální jednotkou na Hlavním nádraží v Praze kvůli podezření na virus ebola.
 Po výbuchu v areálu muničního skladu ve Vrběticích - Vlachovicích jsou dva lidé pohřešováni.
17. října – pátek 
 Epidemie eboly v západní Africe: Světová zdravotnická organizace prohlásila, že nebezpečí šíření viru ebola v Senegalu po 42 dnech, dvojnásobku inkubační doby nemoci, pominulo.
 Po dvouleté misi na oběžné dráze Země přistál bezpilotní raketoplán X-37 amerického letectva na Vandenbergově letecké základně v Kalifornii.
 Nejméně 16 návštěvníků koncertu k-popové dívčí skupiny 4Minute v Songnamu zemřelo a 11 zranilo poté, co pod nimi povolila mříž 20 metrů hluboké ventilační šachty. Pořadatel koncertu spáchal sebevraždu.
 V Česku začalo druhé kolo senátních voleb.
18. října – sobota 
 Americký ministr zahraničních John Kerry veřejně ocenil úsilí komunistické Kuby v boji proti epidemii eboly v západní Africe. Kubánská zdravotnická mise v Sierra Leone čítá 165 doktorů; dalších 296 lékařů se k odjezdu do Libérie a Guiney chystá.
 V keňské rezervaci Ol Pejeta uhynul samec nosorožce tuponosého severního ze ZOO Dvůr Králové. Jednalo se pravděpodobně o posledního samce severního poddruhu nosorožce tuponosého schopného přirozeného páření. V zajetí zbývají tři exempláře tohoto druhu a výskyt ve volné přírodě nebyl již několik let potvrzen.
 Ve volbách do Senátu Parlamentu České republiky získaly nejvíce mandátů strany vládní koalice. ČSSD obhájila 10 mandátů. ANO a KDU-ČSL získali po třech mandátech.
 Více než 8500 obětí si vyžádala epidemie cholery, která byla na Haiti zavlečená vojáky OSN během humanitárních operací po ničivém zemětřesení v roce 2010.
 Hurikán Golzano zasáhl souostroví Bermudy.
19. října – neděle 
 Kometa C/2013 A1 minula Mars ve vzdálenosti 140 tisíc kilometrů. Pozorování komety proběhlo za pomoci povrchových vozítek a družic na oběžné dráze planety.
 Závěrečný dokument Třetího mimořádného Valného shromáždění Biskupského sněmu Římskokatolické církve byl přijat bez kontroverzních pasáží prosazovaných Papežem Františkem týkajících se vstřícnějšího postoje církve k homosexuálním nebo rozvedeným katolíkům.
 Ruské ministerstvo obrany popřelo informace o údajném průniku ruských ponorek do švédských výsostných vod ve Stockholmském souostroví. Švédské námořnictvo prohledává oblast.
 Nepálská armáda ukončila pátrání po přeživších vánice, která si na horské stezce kolem hor Annapurna a Dhaulágirí vyžádala 39 obětí. V oblasti je podle nepálských zdrojů ještě 19 pohřešovaných.
20. října – pondělí 
 Válka na východní Ukrajině: Premiér samozvané Doněcké lidové republiky Alexandr Zacharčenko po dnešním masivním výbuchu v Doněcku vypověděl formální příměří mezi povstaleckými silami a ukrajinskou vládou. Ukrajinská armáda jakoukoliv spojitost s výbuchem odmítá.
 Epidemie eboly v západní Africe: Světová zdravotnická organizace prohlásila, že nebezpečí šíření viru ebola v Nigérii pominulo. V Lagosu a Port Harcourt bylo pod lékařským dohledem celkem 900 lidí, z nichž se u 20 nákaza potvrdila a 8 lidí jí nakonec podlehlo.
 Německá Spolková zpravodajská služba zveřejnila zprávu, která tvrdí, že let Malaysia Airlines 17 byl střelen protiletadlovým systémem 9K37 Buk ukořistěným proruskými rebely z ukrajinského vojenského skladu.
 Zvolený indonéský prezident a bývalý guvernér Jakarty Joko Widodo složil prezidentský slib.
21. října – úterý 
 Sacharovovu cenu za svobodu myšlení udělovanou Evropským parlamentem získal konžský gynekolog Denis Mukwege, který se dlouhodobě stará o oběti znásilnění během druhé války v Kongu a následných konfliktů.
 Hongkongská administrativa zahájila jednání s představiteli studentského hnutí požadující změnu nedemokratické volební reformy.
 Válka na východní Ukrajině: Nevládní organizace Human Rights Watch obvinila ukrajinskou armádou z používání kazetové munice v Doněcku. Úmluva o zákazu použití kazetové munice nebyla Ukrajinou dosud ratifikována.
22. října – středa 
 Kanadský občan po otci libyjského původu a islámského vyznání zabil neozbrojeného kanadského vojáka držícího stráž před hrobem Neznámého vojína a poté vnikl do budovy parlamentu v Ottawě, kde byl zlikvidován ceremoniálním strážcem parlamentu. Premiér Stephen Harper byl odveden do bezpečí, zatímco ostatní členové parlamentu se zabarikádovali v budově. Jedná se o druhý útok na kanadské vojáky v tomto týdnu.
 Izraelsko-palestinský konflikt: Jednu oběť a osm zraněných si vyžádal útok automobilem na židovské obyvatele Jeruzaléma. Palestinský řidič automobilu byl při pokusu o útěk postřelen a zraněním později podlehl.
 Studená fronta, která je dozvukem Hurikánu Golzalo, přinesla do vnitrozemí Evropy sněhové přeháňky a vítr, který místy dosahoval síly orkánu.
 Útok Islámského státu na jezídské město Sindžár v srpnu tohoto roku lze podle OSN považovat za pokus o genocidu.
23. října – čtvrtek 
 Epidemie eboly v západní Africe: Malijské ministerstvo zdravotnictví oznámilo, že dvouletá dívka, která se nedávno vrátila ze sousední Libérie, byla pozitivně testována na virus ebola.
 Severní Korea oznámila, že uzavře své hranice v obavách před možným šířením viru ebola do země. Severokorejské úřady podobně reagovaly v roce 2003 na výskyt onemocnění SARS v sousední Číně.
 Výbuchy muničních skladů ve Vrběticích: Policie zahájila evakuaci obyvatel obcí Lipová, Vlachovice a průmyslové oblasti města Slavičín.
 Stíhací letouny Severoatlantické aliance zachytily ve vzdušném prostoru pobaltských států ruská průzkumná letadla Iljušin Il-20.
24. října – pátek 
 Český prezident Miloš Zeman s početnou delegací odcestoval na čtyřdenní státní návštěvu Čínské lidové republiky.
 Turecko povolilo transport 200 bojovníků irácké pešmergy přes své území do syrského Kobani obleženého silami Islámského státu.
26. října – neděle 
 Tisíce lidí protestovaly v maďarské metropoli Budapešti proti plánu vlády Viktora Orbána zavést daň za přenos dat na internetu 
 Válka v Afghánistánu: Americká námořní pěchota a britské ozbrojené síly předaly své základny v provincii Hilmand afghánské armádě, čímž po čtrnácti letech ukončily své bojové operace v Afghánistánu.
 Na Ukrajině proběhly parlamentní volby. Volební účast dosáhla 50 % s výjimkou oblasti probíhajícího konfliktu v Donbasu. Za vítěze voleb je považován Blok Petra Porošenka.
27. října – pondělí 
 Kapitán jihoafrické fotbalové reprezentace Senzo Meyiwa byl zastřelen při loupežném přepadení ve svém domě.
 Izraelský prezident Re'uven Rivlin odsoudil masakr izraelských Arabů ve městě Kafr Kasim spáchaný izraelskými pohraničníky v roce 1956. Při střelbě do davu dojíždějících dělníků bylo tehdy zabito 49 lidí.
 Druhé kolo brazilských prezidentských voleb vyhrála stávající prezidentka Dilma Rousseffová.
28. října – úterý 
 Desetitisíce lidí znovu protestovaly v maďarské metropoli Budapešť proti plánu vlády Viktora Orbána, který předpokládá zavedení daně z přenosu dat na internetu.
 Lávový proud ze sopky Kilauea ohrožuje nemovitosti na v obci Pahoa na ostrově Havaj. Obyvatelé obce byli evakuováni.
 Prezident Miloš Zeman vyznamenal nejvyšším státním vyznamenáním Řádem Bílého lva sira Nicholase Wintona a in memoriam také britského premiéra sira Winstona Churchilla. Spolu s nimi vyznamenal dalších 31 lidí.
29. října – středa 
 Egyptská armáda zahájila evakuaci stovek obyvatel z egyptské části města Rafáh v oblasti připravované 500 metrů široké nárazníkové zóny u hranice s Pásmem Gazy. Jde o reakci na útoky ozbrojenců na Sinaji, při nichž v minulém týdnu zemřelo 31 egyptských vojáků.
 Vůdce největší bangladéšské islamistické strany Mauláná Matiur Rahmán Nizámí byl odsouzen k trestu smrti za válečné zločiny, kterých se měl dopustit jako velitel loyalistické milice během bangladéšské války za nezávislost.
 Zambijský viceprezident Guy Scott byl po smrti prezidenta Michaela Saty jmenován zastupujícím prezidentem země a stal se tak prvním bělochem v čele afrického státu od roku 1994. Prezidentské volby by se měly konat do tří měsíců.
 Bezpilotní raketa Antares, nesoucí kosmickou loď Cygnus s cílem dodat zásoby na Mezinárodní vesmírnou stanici, explodovala krátce po startu z Wallops Flight Center v americké Virginii.
30. října – čtvrtek 
 Epidemie eboly v západní Africe: Loď RFA Argus britské královské pomocné flotily naložená zdravotnickými potřebami a vybavená třemi vrtulníky Merlin HM1 zakotvila v hlavním městě Sierry Leone Freetownu s cílem dodat zásoby a poskytovat logistickou podporu místním zdravotnickým týmům.
 V reakci na postřelení aktivisty Jehudy Glicka Izrael poprvé po padesáti letech uzavřel Chrámovou horu. Palestinský prezident Mahmúd Abbás tento krok označil za „vyhlášení války“.
 Vláda Burkina Faso odložila hlasovaní o prodloužení mandátu prezidenta Blaise Compaoré poté, co dav demonstrantů vypálil budovu parlamentu v hlavním městě Ouagadougou. V zemi byl vyhlášen výjimečný stav.
 Švédsko jako první členská země EU oficiálně uznalo Palestinu jako suverénní stát.
31. října – pátek 
 Blaise Compaoré, prezident Burkiny Faso, rezignoval po 27 letech v důsledku masových násilných protestů na funkci prezidenta. Moc v zemi převzal generál Honoré Traoré.
 Suborbitální raketoplán SpaceShipTwo společnosti Virgin Galactic (na obrázku) explodoval během testovacího letu nad Mohavskou pouští v Kalifornii. Kopilot při nehodě zemřel a pilot byl vážně zraněn.